# Dmitrij Maksutov
Dmitrij Maksutov (på ryska Дми́трий Дми́триевич Максу́тов), född 1896, död 1964, var en rysk fysiker och amatörastronom. Han är känd för sin forskning om optik. Han konstruerade ett teleskop som kallas Maksutov teleskop. Han var medlem av Sovjetunionens Vetenskapsakademi.

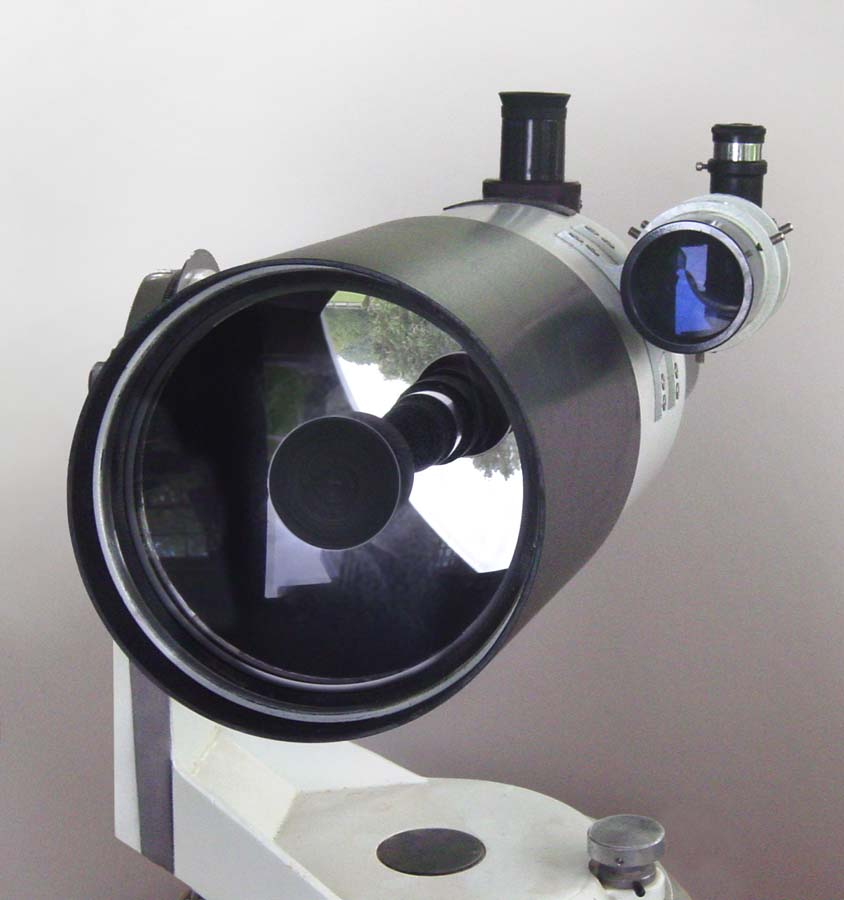
Dmitrij Maksutows teleskop

## Utmärkelser
Asteroiden 2568 Maksutov är uppkallad efter honom .